# Transport Tycoon
Transport Tycoon – gra komputerowa z gatunku strategii ekonomicznych, wydana październiku 1994, w której gracz kontroluje przedsiębiorstwo transportowe tak, by uzyskać największy możliwy zysk; dokonuje tego poprzez odpowiednią organizację przewozu pasażerów i towarów samochodami, koleją, statkami lub drogą powietrzną. Przeszkody, jakie można spotkać w trakcie gry, to katastrofy, konkurencja, wypadki lub awarie oraz przemiany ekonomiczne.

## Wydania gry
Gra ukazała się na wiele platform: MS-DOS, Mac OS, PlayStation oraz Sega Saturn, jednakże tylko wersja dla systemu MS-DOS zdobyła szeroką popularność. Spośród wszystkich edycji, najbardziej odróżniającą się jest konwersja dla PlayStation (dokonana przez firmę Ocean Software), bowiem dostępne są dwa rodzaje grafiki – dwuwymiarowa, zrealizowana w rzucie izometrycznym (zbliżona jest do oprawy z pierwowzoru, tj. wersji dla MS-DOS, jednakże pozbawiono ją części animacji) oraz trójwymiarowa. Ponadto edycja dla PlayStation jest jedyną, której towarzyszy wejściowa animacja, przedstawiająca pojazdy reprezentujące wszystkie dostępne w grze środki transportu (wykonana w pełni komputerowo).

## Kontynuacje
Z Transport Tycoon zrodził się szereg kontynuacji, które cieszyły się podobną, a nawet większą niż oryginał popularnością:
- Transport Tycoon World Editor (1995) – dodano alternatywną, marsjańską scenerię oraz możliwość tworzenia własnych map,
- Transport Tycoon Deluxe (1995) – m.in. zmiany graficzne, integracja edytora map, trzy nowe klimaty, sygnalizacja jednokierunkowa,
- Chris Sawyer’s Locomotion (2004).

Do uruchomienia World Editora wymagana jest oryginalna gra. Zarówno Transport Tycoon, World Editor jak i Transport Tycoon Deluxe oparte są na tym samym silniku graficznym, także GUI w poszczególnych częściach gry różni się tylko nieznacznie. Locomotion oparto na silniku RollerCoaster Tycoon 2, z tej samej gry przejęto wygląd interfejsu oraz część jego działania. Kontynuacja ta jest więc w pełni dwuwymiarowa, rozgrywka odbywa się w rzucie izometrycznym (tak samo, jak w pierwszej części serii).